# Giovanni Gerolamo Morone
Giovanni Gerolamo Morone (Milano, 25 gennaio 1509 – Roma, 1º dicembre 1580) è stato un cardinale e vescovo cattolico italiano.

## Biografia
Giovanni era figlio di Gerolamo Morone, gran cancelliere dell'ultimo duca di Milano.
Il 7 aprile 1529 fu nominato vescovo di Modena da papa Clemente VII, successivamente papa Paolo III lo elevò al rango di cardinale nel concistoro del 2 giugno 1542.
Fu delegato dal papa Paolo III a presenziare ai lavori della Dieta di Spira iniziata nell'aprile 1542. Dal 1552 al 1560 fu vescovo di Novara.
A Modena fu particolarmente impegnato nella lotta contro le eresie luterane di cui la città era piena, lui che faceva parte del cosiddetto circolo degli "spirituali" di Reginald Pole cercò di trovare accordi con gli eretici per evitare che fossero accusati, ma la sua opera di mediazione fu di scarso risultato. Cercò aiuto anche dal cardinale Gasparo Contarini, ma senza ottenere i risultati sperati.
Il 4 luglio 1542 Paolo III affiancò a Gian Pietro Carafa, il futuro papa Paolo IV, una commissione di cardinali per coordinare l'attività dell'inquisizione: Giovanni Morone e Tommaso Badia erano i concilianti che si opponevano agli intransigenti Carafa, Pier Paolo Parisio, Bartolomeo Guidiccioni e Dionisio Laurerio. Il 21 luglio dello stesso anno la commissione dei sei cardinali fu riequilibrata sostituendo Giovani Morone, che era direttamente coinvolto in quanto vescovo di Modena, città in cui si erano diffuse le idee riformatrici, con Juan Álvarez de Toledo.
Nel 1555 Morone fu inviato come legato pontificio alla Dieta di Augusta, ma l'improvvisa morte di Giulio III e l'elezione di Gian Piero Carafa come suo successore, lo obbligò ad un rientro in Italia. Morone era inviso al nuovo pontefice, che prese il nome di Paolo IV (1555-1559). Il 31 maggio 1557 Paolo IV lo fece imprigionare dal nipote, il cardinale Carlo Carafa, in Castel Sant'Angelo (con altri, tra cui il vescovo Egidio Foscherari), con l'accusa di essere un sostenitore dell'eresia luterana. Il Collegio cardinalizio, guidato dal decano, il cardinale du Bellay, chiese il giorno dopo la convocazione di un Concistoro, e il papa fu costretto a dare spiegazione di quanto accaduto. Paolo IV sostenne che vi erano stati dubbi circa l'ortodossia del cardinal Morone fin dal tempo di Paolo III, e attaccò pure il cardinal Reginald Pole.
Il papa insistette perché il cardinale rimanesse nelle mani dell'inquisizione fintanto che i cardinali avessero giudicato il caso. L'istruttoria fu affidata ad una commissione cardinalizia di cui fecero parte fra gli altri cardinale Michele Ghislieri (il futuro Papa Pio V), il cardinale Scipione Rebiba, il cardinale Reumano, e il cardinale Alessandro Farnese.
Morone fu sottoposto a un estenuante processo inquisitoriale e riottenne la libertà soltanto alla morte di Paolo IV (1559), e il suo processo fu sottoposto a revisione dal successore. Assolto dalle accuse, fu quindi inviato, in qualità di legato papale, a dirigere le ultime sessioni del concilio di Trento nel 1563. Tornò a Modena, ancora in qualità di vescovo, nel 1567.
Fu a più riprese considerato papabile, se non che i sospetti e poi il processo d'eresia ne screditarono l'immagine e resero una sua eventuale elezione troppo problematica.

## Morte
Morì a Roma il 1º dicembre 1580. Il suo corpo fu sepolto nella Basilica di Santa Maria sopra Minerva.
Un monumento fu eretto dai suoi nipoti, Gerolamo e Orazio. L'ultimo era vescovo di Sutri e Nepi. Questa ne era l'epigrafe:
```
            D           O           M
  HIC . IACET . CORPUS . IOANNIS . CARD . MORONI
PATRITII . MEDIOLANENSIS . ET . EPISCOPI . OSTIENSIS
   QUI . IULII . III . LEGATUS . APOSTOLICUS
      IN . SACRO . CONCILIO . TRIDENTINO
  ET . PRAESES . VIXIT . ANNOS . LXXI . MENSES
  X . DIES . V . OBIIT . I . DECEMBRIS . MDLXXX
            ORATE . DEUM . PRO . EO
HIERONIMUS . MORONUS . COMES . PONTIS . CORONI . HAERES
 HORATIUS . MORONUS . EPISC . SUTRIN . ET . NEPESIN
   FRATRIS . FILII . DNO . AC . PATRUO . OPTIMO
     EX . TESTAMENTO . MOERENTES . POSUERUNT
```

## Giovanni Morone nella storiografia
La lettera formale contenente l'investitura nei fratelli Antonio, il Reverendo Giovanni e Sforza, figli di D. Gerolamo Morone, col titolo nobiliare di conti del feudo di Pontecurone (Pontiscuroni), il contemporaneo loro giuramento di fedeltà al duca Francesco II Sforza, e la donazione di questo ai medesimi dell'annua rendita di lire 2000 imperiali sul dazio della dogana della città di Milano, data il 22 dicembre 1534, si legge nelle carte 140-142 del Registro Ducale segnata N. 18, dell'Archivio Storico Lombardo.

## Successione apostolica
La successione apostolica è:
- Vescovo Pompeo Zambeccari (1548)
- Vescovo Pedro del Frago Garcés (1563)